# Républicanisme en Nouvelle-Zélande
Le républicanisme en Nouvelle-Zélande (anglais : Republicanism in New Zealand) est un mouvement visant à changer le statut actuel de la Nouvelle-Zélande d'un royaume du Commonwealth et d'une  monarchie constitutionnelle en une république du Commonwealth. L'opinion publique néo-zélandaise est partagée entre les partisans de la monarchie et ceux favorables à une république,.